# Liste des circonscriptions électorales de Terre-Neuve-et-Labrador
Les circonscriptions électorales provinciales de Terre-Neuve-et-Labrador sont actuellement des circonscriptions uninominales qui élisent chacune un député à la Chambre d'assemblée de Terre-Neuve-et-Labrador.

## Liste des circonscriptions actuelles
- Baie de la Conception-Est–Île Bell
- Baie de la Conception-Sud
- Baie Fortune-Cap La Hune
- Baie Verte–Green Bay
- Bonavista
- Burgeo–La Poile
- Burin–Grand Bank
- Cap St. Francis
- Carbonear–Trinity–Bay de Verde
- Cartwright–L'Anse au Clair
- Corner Brook
- Exploits
- Ferryland
- Gander
- Grand Falls-Windsor-Buchans
- Harbour Grace–Port de Grave
- Harbour Main
- Humber-Bay of Islands
- Humber-Gros Morne
- Labrador-Ouest
- Lac Melville
- Lewisporte–Twillingate
- L'Île Fogo–Cap Freels
- Mount Pearl-Nord
- Mount Pearl–Southlands
- Mount Scio
- Placentia–St. Mary's
- Placentia-Ouest–Bellevue
- Saint-Jean-Centre
- Saint-Jean-Est–Quidi Vidi
- Saint-Jean-Ouest
- Sainte-Barbe–L'Anse aux Meadows
- St. George's-Humber
- Stephenville–Port-au-Port
- Terra Nova
- Topsail–Paradise
- Torngat Mountains
- Virginia Waters–Pleasantville
- Waterford Valley
- Windsor Lake

## Liste d'anciennes circonscriptions
- Bellevue
- Bonavista-Nord
- Bonavista-Sud
- Burin-Placentia West
- Carbonear–Harbour Grace
- Grand Bank
- Grand Falls-Windsor–Green Bay South
- Humber-Est
- Humber-Ouest
- Lewisporte
- Kilbride
- Mount Pearl-Sud
- Pleasantville
- Port-au-Port
- Port de Grave
- Saint-Jean-Est
- Saint-Jean-Nord
- Saint-Jean-Sud
- Signal Hill–Quidi Vidi
- St. Barbe
- St. George's–Stephenville-Est
- The Isles of Notre Dame
- The Straits–White Bay-Nord
- Topsail
- Trinity North
- Vallée de Humber
- Virginia Waters